# Filippo Albertoni
Filippo Albertoni (Reggio Emilia, 29 maggio 1930 – Bologna, 12 dicembre 2011) è stato un pittore e litografo italiano.

## Biografia

### Infanzia e adolescenza
Filippo Albertoni nasce nel 1930 a Reggio, dove il padre Icilio dirigeva un istituto per studenti di agraria,lo Zanelli.
Tra il '42 e il '44 frequenta la scuola media, dove incontra Alberto Manfredi,di cui diventerà grande amico e il prof. Tonino Grassi, che vede in entrambi un grande talento artistico. Nel 1945 parteciperà alla sua prima mostra di pittura collettiva, organizzata dall'URA (Unione Reggiana Artisti). Conseguirà la maturità nel '49,e negli anni successivi romperà il duraturo sodalizio con Manfredi.
Nel 1950 partecipa alle Olimpiadi Culturali della Gioventù, e vince il premio ex aequo per le illustrazioni de Il sentiero dei nidi di ragno di Italo Calvino. Della giuria che lo premia fanno parte, tra gli altri, Palma Bucarelli, Renato Guttuso e Giuseppe Capogrossi.
Tre anni dopo si trasferisce, grazie a una borsa di studio concessagli dal ministero,a Parigi dove risiederà all’Academie de le Grand Chaumiere. Tornato a Reggio scopre che la famiglia si è trasferita a Bologna nella casa del nonno Pietro Albertoni. Nel capoluogo avrà tre studi: in via del Carro a Palazzo Bentivogli e infine in Via Carbonesi.

### I grandi viaggi
In questo periodo Albertoni cominciano i viaggi in Europa, durante i quali esporrà più volte in città come Parigi, l'Aia e Amsterdam.I suoi quadri di questo periodo sono freschi e spontanei e raffigurano soprattutto paesaggi, scorci cittadini e figure.
Nel 1957 inizia il viaggio in Sassonia, durante il quale avrà una produzione artistica vasta e di grande qualità,ma difficilmente reperibile, perché per la maggior parte acquistata in loco o per una collezione in Israele.

### Anni sessanta
Nel 1961 partecipa a una singolare gara di pittura a Dozza Imolese, dove 19 artisti erano invitati ad abbellire i muri di altrettante case in sole nove ore,sul tema Uva e vino. Vince il premio ex aequo, insieme a Lorenzo Ceregato.
Nel 1965 si reca invece in Russia, per l'inaugurazione di mostre collettive a Mosca e a Leningrado. Nello stesso anno si reca anche a New York,dove viene ricevuto nella Casa Bianca insieme ad altri artisti italiani. Nel 1967 pubblica i cavalli.

### Anni settanta
I viaggi diminuiscono ma nonostante questo il pittore partecipa all'affresco del palazzo di Senato di Berlino. Dopo questa esperienza tornerà in patria, destinato a restarci per il resto della sua vita, fatta eccezione per pochi casi.

### Ultimi anni
Negli anni '80 Filippo predilige i ritratti e le nature morte, senza perdere la sua passione per i cavalli.
Nel 1994 subisce un grave incidente automobilistico, mentre pochi anni dopo comincia a soffrire di insufficienza renale cronica, la quale si aggrava al punto da costringerlo a un costante trattamento emofiliaco.
Muore il 12 dicembre 2011 a causa della stessa malattia.